# Body Language Live
Body Language Live — DVD концерта Кайли Миноуг Money Can't Buy, издан в 2004 году.
Миноуг исполнила песни из её девятого студийного альбома Body Language наряду с её самых больших хитов. DVD также содержит видеоклипы "Slow", "Red Blooded Woman" и "Chocolate", короткометражный документальный фильм, галерея с двумя заставками, четыре вида обоев и веб-ссылку.

## Список композиций
1. "Still Standing"
2. "Red Blooded Woman"
3. "On a Night Like This"
4. "Je t'aime" / "Breathe"
5. "After Dark"
6. "Chocolate"
7. "Can't Get You Out of My Head"
8. "Slow"
9. "Obsession"
10. "In Your Eyes"
11. "Secret (Take You Home)"
12. "Spinning Around"
13. "Love at First Sight"